# أنقليس ثعباني مسنن ناتئ
أنقليس ثعباني مسنن ناتئ (الاسم العلمي: Aplatophis zorro) هو نوع من الأنقليس، يتبع فصيلة الأنقليس الثعباني.